# Arctia hectaploa
Arctia hectaploa là một loài bướm đêm thuộc phân họ Arctiinae, họ Erebidae.